# Atal Bihárí Vádžpejí
Atal Bihárí Vádžpejí (hindsky अटल बिहारी वाजपेयी, v přepisu do angličtiny Atal Bihari Vajpayee; 25. prosince 1924 – 16. srpna 2018) byl indický politik. Dvakrát byl premiérem Indie, tři funkční období jako 10. ministerský předseda Indie, nejprve na období 13 dní v roce 1996, poté na období 13 měsíců od roku 1998 do roku 1999, po němž následuje celé funkční období od roku 1999 do roku 2004. V letech 1977–1979 byl ministrem zahraničních věcí. Byl představitelem Indické lidové strany (Bharatíja Džanata Párty). V anketě Největší Ind z roku 2012 obsadil třetí místo.